# 13 Sins
13 Sins (alternatieve titel: 13: Game of Death) is een Amerikaanse thriller-horrorfilm uit 2014 onder regie van Daniel Stamm. De productie is een remake van de Thaise film 13 game sayawng uit 2006.

## Verhaal

### Proloog
In Perth krijgt scheidend universitair onderwijzer Edgar Solomon tijdens zijn afscheidsfeest het woord voor een speech. Hij begint daarop met een stalen gezicht schuine limericks voor te dragen. Bij de toehoorders rijst het vermoeden dat er iets mis is met hem. De vrouw die hem aankondigde vraagt hem of het met hem gaat. Solomon verontschuldigt zich, pakt een mes en snijdt haar vinger af. Een aanwezige agent isoleert hem en draagt hem op zijn handen uit te steken. Solomon grijpt in plaats daarvan naar de binnenzak van zijn jasje. De agent schiet hem neer. Solomon blijkt een telefoon in zijn hand te hebben.

### Hoofdlijn
Eliot Brindle is een introverte, zachtaardige man die werkt als verkoper van verzekeringen. Voor zijn baas Mr. Kopeckny is dit reden om hem te ontslaan. Hij vindt zijn persoonlijkheid te zwak om de gewenste resultaten te behalen. Brindle komt hierdoor in grote financiële problemen. Hij heeft duizenden dollars schuld en staat op het punt om te trouwen met zijn verloofde Shelby. Zij is bovendien zwanger van hun eerste kind. Daarnaast verliest Brindle met zijn baan ook de ziektekostenverzekering die betaalt voor de huisvesting van zijn verstandelijk gehandicapte broer Michael en voelt hij zich moreel verplicht om zijn alleenstaande vader in huis te nemen wanneer die zijn woning verliest. Zijn moeder is omgekomen toen zijn vader en zij samen betrokken raakten bij een auto-ongeluk.
Wanneer Brindle 's avonds in zijn auto zit, krijgt hij een telefoontje van een man die zijn naam niet noemt. Hij vertelt Brindle dat hij geselecteerd is voor een spel. Hiermee kan hij binnen 36 uur multimiljonair worden. De man laat hem merken dat hij precies weet waar Brindle staat met zijn wagen door correct op te merken dat hij daarin op dat moment naar een vlieg slaat. De beller vertelt hem dat hij $1000,-  kan winnen door die vlieg dood te slaan. Brindle doet het. Meteen verschijnt er een tekstbericht op zijn telefoon waarin staat dat hij opdracht 1 heeft vervuld en $1000,- rijker is. De opdrachtgever vertelt hem de vlieg in te slikken voor een prijs van ruim $3.500,- Brindle neemt de vlieg mee naar huis en bekijkt online de status van zijn bankrekening. Daarop blijkt inderdaad $1000,- bijgeschreven. Hij pakt daarop de vlieg en slikt hem door. Seconden later verschijnt er een bijschrijving van meer dan $3.500,- op zijn bankrekening.
De beller neemt opnieuw contact op met Brindle. Hij vertelt dat het spel waaraan hij meedoet bestaat uit dertien opdrachten. Voor elke opdracht krijgt hij een bedrag dat hoger is dan het vorige. De laatste levert miljoenen op. Hij mag op elk moment stoppen met het spel, maar dan vervalt al het geld dat hij tot op dat moment gewonnen heeft. Dat gebeurt ook als hij een opdracht niet haalt, als hij met een buitenstaander praat over het spel of als hij iets doet om het verloop van het spel te beïnvloeden. Brindle zegt toe te spelen.
De volgende opdrachten gaan hoe langer hoe meer tegen Brindles vriendelijke, bedeesde aard in. Eerst moet hij een wildvreemd kind aan het huilen maken, waarvoor hij een meisje in het park vertelt dat haar moeder van haar af wil. Dan krijgt hij de opdracht om een in een tehuis voor blinden gemaakte kerststal in brand te steken. Vervolgens maakt hij een dakloze zijn bezittingen afhandig. Als gevolg hiervan doen verschillende mensen aangifte van het gebeurde bij de politie. Dit trekt de aandacht van rechercheur Chilcoat, die de zaak op zich neemt.
Brindle krijgt opdracht om een dode man aan een tafel in een cafetaria te zetten, met een kop koffie voor zijn neus. Die opdracht moet voor vier uur 's middags volbracht zijn, of hij is alles kwijt. Hij grist daarom seconden voor de deadline de beker koffie van een politieagent van de aangrenzende tafel. Wanneer de agent hem confronteert, bluft Brindle hem af door te dreigen met een melding van het feit dat de agent alcohol in zijn koffie gebruikt onder werktijd. Wanneer het lijk wordt ontdekt, is Brindle al weg. Voor zijn aanpak van de agent streept zijn opdrachtgever een extra opdracht weg. Tot zijn eigen verrassing bemerkt Brindle dat zijn steeds gedurfdere gedrag hem bevalt. De anonieme beller vertelt Brindle dat hij de wet inmiddels al zodanig heeft overtreden dat hij daarvoor jaren gevangenisstraf zou kunnen krijgen. Wanneer hij alle dertien opdrachten vervult, verdwijnen niettemin alle aanklachten. Zo machtig zijn de organisatoren achter het spel.
Rechercheur Chilcoat merkt dat er een man rondsnuffelt op plaatsen waar Brindle opdrachten heeft vervuld. Hoewel die hem ontglipt, vindt hij wel diens camper. Binnen ligt het vol documenten waarmee de man studie naar 'het spel' doet. Hij heeft mogelijke sporen gevonden die zich over de hele wereld uitstrekken, tot ver terug in de geschiedenis.
Brindle krijgt opdracht om naar een afgelegen motel te gaan. Binnen zit er een man op een stoel te wachten. Brindle moet diens onderarm afzagen met een slijptol. De man werkt hier vrijwillig aan mee. Brindle beseft dat ook hij hiervoor betaald krijgt. Toch kan hij zich er in eerste instantie niet toe zetten om over te gaan tot de verminking. Het slachtoffer blijkt dan iemand te zijn die hem en Michael in hun kindertijd genadeloos pestte, evenals diens broer. Die laatste heeft over Michaels gezicht heen geplast destijds. Het beoogde slachtoffer zit ook in geldnood en wil daarom dat Brindle zijn opdracht vervult. Hij rakelt het verleden net zo lang op tot Brindle de zaag in zijn arm zet. Daarna brengt hij hem naar het ziekenhuis. Wanneer Brindle op weg naar buiten is, komt hij de broer van het slachtoffer tegen aan de balie. Hij pakt daarop een stoel en slaat die kapot in het gezicht van de niets vermoedende broer. Een berichtje op zijn telefoon laat hem weten dat hij daarmee bij toeval een opdracht heeft vervuld die hij eigenlijk nog moest krijgen.
Brindle gaat naar Shelby voor een generale repetitie van hun bruiloftdiner. De anonieme beller geeft hem opdracht om de zaal te vernielen terwijl hij de Internationale zingt. Brindle weigert. Hij wil niet riskeren dat hij Shelby wegjaagt, want zij is een van de belangrijkste redenen waarom hij aan het spel meedoet. Er arriveren een aantal politieagenten in de zaal. Ze zijn er tot Brindles verrassing niet voor hem, maar voor Michael. Die blijkt in het park zijn geslachtsdelen te hebben ontbloot voor de ogen van een kind. Brindle begint toch zingend de zaal kort en klein te slaan, voor de ogen van vrienden en familie. Hij maakt van de verwarring gebruik om Michael weg te leiden van de politie. Eenmaal buiten barricadeert hij de uitgang. De anonieme beller neemt direct weer contact op. Hij vindt dat Brindle nog te veel bezig is met hoe anderen over hem denken. Daarom moet hij als elfde opdracht de deur ontgrendelen en zich laten oppakken. Doet hij dit niet, dan verliest hij het spel, wordt hij vroeg of laat toch gearresteerd en verdwijnt hij voor jaren en jaren in de gevangenis. Brindle gehoorzaamt.
Een agent verhoort Brindle op het politiebureau. Hierbij komen niet alleen misdaden die hij daadwerkelijk pleegde aan bod, maar ook een aantal soortgelijke zaken waar hij niets mee te maken heeft. Hij realiseert zich dat er nog iemand het spel aan het spelen is. Brindle neemt een agent in gijzeling en ontsnapt zo uit het politiebureau. Buiten komt hij een oudere vrouw tegen. Hij verdenkt haar ervan dat ze onderdeel is van het spel en dwingt haar om hem mee te nemen naar haar huis.
Rechercheur Chilcoat vindt de man in wiens camper hij talloze aantekeningen over het spel vond. Hij stelt zich voor als Vogler. Vogler kwam achter het bestaan van het spel toen zijn voormalige echtgenote zich steeds vreemder begon te gedragen. Zij bleek ook een deelnemer. Zo kwam hij erachter dat de opdrachten in het spel hoe langer hoe meer morbide worden. Volgens hem zijn de organisatoren leden van een extreem gelimiteerde elite die boven iedereen op Aarde verheven zijn. Dit verklaart hun macht en rijkdom. De reden waarom deze groep het spel organiseert, is naar zijn inschatting puur uit vermaak, tegen de verveling. Dit omdat ze de regie van vrijwel alle andere noemenswaardige gebeurtenissen in de wereld volledig in handen hebben en die geen enkele verrassing voor ze kennen.
Brindle vermoedt na een tijd in het huis van het vrouwtje dat hij zich heeft vergist. Hij wil net weggaan, wanneer ze toch bevestigend naar hem knikt. Als opdracht moet hij een staalkabel waaraan haar wasgoed hangt bevestigen aan een haak aan haar huisje. Hij moet zich hier tot het uiterste voor inspannen, maar het lukt hem. De opdracht komt hem voor als relatief eenvoudig. Dan blijkt dat de staalkabel niet alleen door de tuin naast het huisje loopt, maar ook over de aangrenzende weg. Daarover komt  een groep jongeren op bromfietsen aan. Iemand heeft ze geld gegeven om over de weg te rijden. Ze dreigen daarmee op volle snelheid op de kabel in te rijden. In het halfdonker kunnen ze die niet op tijd zien om te stoppen. Brindles begint uit alle macht aan de kabel te trekken. Die valt net op tijd op de grond. De jongeren rijden er ongedeerd en zonder iets op te merken overheen. Verderop ziet Brindle een man in een capuchon een andere staalkabel bevestigen. Een van de jongeren krijgt een telefoontje met de belofte op nog meer geld als ze omdraaien en nog een keer over de weg rijden. Deze keer komt Brindle te laat om het onheil te voorkomen. Alle jongeren komen om. Sommigen worden volledig onthoofd, anderen half. Eén meisje richt zich nog op voor ze sterft. Zij hield haar armen al juichend omhoog onder het rijden en ziet dat ze die nu kwijt is.
Brindle kijkt verbijsterd naar de dode jongeren op de weg. De anonieme man belt om hem de dertiende opdracht te geven. Brindle schreeuwt hem toe dat hij stopt met het spel. Hij gooit de telefoon weg voordat de man iets kan zeggen over de laatste opdracht en gaat naar huis. Wanneer hij binnenkomt, zit zijn vader met een koptelefoon op te eten. Michael komt terug van het toilet. Hij gedraagt zich nerveus. Brindle realiseert zich dan dat zijn broer de andere speler van het spel is. Michael geeft het toe. Hij onthult dat opdracht dertien het vermoorden van een familielid is. Michael wil hiermee doorgaan omdat hij 'één keer in zijn leven iets wil winnen.' Zijn beoogde slachtoffer is hun vader, een egoïstische, egocentrische man die de hoofdverantwoordelijke is voor de nare jeugd die de broers hadden.
Brindle probeert zijn broer ervan te overtuigen om niet door te gaan met zijn plan. Dan neemt hun vader het woord. Hij heeft zijn koptelefoon afgezet. Hij vertelt dat hij weet van het bestaan van het spel. Dit omdat hij het zelf ooit won. Hij vertelt dat hij ooit een prima kerel, maar is veranderd in wat hij is door het spelen van het spel. Hij onthult dat het verkeersongeluk waarin de moeder van de jongens omkwam, geen ongeluk was. Hij wist dat ze geen gordel omhad toen hij het veroorzaakte. Haar dood was zijn dertiende opdracht. Brindle richt kwaad een pistool op zijn vader, maar die praat rustig verder. Hij beweert dat hij één belangrijk ding voor zijn zoons kan doen in hun leven en dat is ervoor zorgen dat ze het spel niet winnen. Meteen daarop haalt hij een mes tevoorschijn en snijdt hij zijn keel door.
Michael begint in zijn rugzak te rommelen. Brindle draagt hem op daarmee te stoppen, maar Michael gaat door. Net voor hij een wapen tevoorschijn kan halen, schiet Brindle zijn broer in zijn buik. Daarna duikt hij op hem om de wond te stelpen en hem gerust te stellen. Michael blijft herhalen dat hij één keer in zijn leven de winnaar wil zijn. Ongezien steekt hij zijn broer een mes in zijn buik. Vervolgens kruipt hij hem en steekt hij hem nog verschillende keren in zijn been. Dan blaast Michael zelf zijn laatste adem uit. Onmiddellijk verschijnt er bericht op zijn telefoon dat hij heeft verloren. Brindles telefoon geeft vervolgens aan dat hij de winnaar en $5.700.000,- rijker is.
Rechercheur Chilcoat ziet Brindle buiten weg strompelen. Hij opent de kofferbak van zijn auto. Hierin ligt het lijk van Vogler, verpakt in plastic. Chilcoat haalt een jerrycan met benzine uit de kofferbak en gaat naar binnen. Daar verbrandt hij alle documentatie die Vogler over het spel verzameld had. Wanneer Chilcoat benzine over de vloer en Michael begint te gieten, stapt Brindle weer binnen. Hij richt zijn pistool op Chilcoat. Die waarschuwt hem dat hij door te schieten het spel beïnvloedt en dan wordt gediskwalificeerd. Brindle schiet hem door het hoofd. Meteen daarna verschijnt er bericht op zijn telefoon. Hij is inderdaad gediskwalificeerd en wint niets.

### Epiloog
Brindle belt met Shelby. Ze vertelt hem dat ze een telefoontje heeft gehad. Een anonieme man zegde haar $6.000,- toe als ze een dode vlieg in zou slikken. Brindle schrikt en vraagt wat ze heeft gedaan. Ze antwoordt dat ze de man heeft gezegd dat hij gek is en de hoorn erop heeft gegooid.

## Rolverdeling
- Mark Webber - Elliot Brindle
- Devon Graye - Michael Brindle
- Tom Bower - Mr. Brindle
- Rutina Wesley - Shelby
- Ron Perlman - Detective Chilcoat
- Pruitt Taylor Vince - Vogler
- Clyde Jones - Gerry
- Deneen Tyler - Joyce
- Tom Lawson Jr. - Edgar Solomon
- Richard Burgi - Mr. Kopeckny
- George Coe - De anonieme beller (stem)

## Dertien opdrachten (samenvatting)
1. Dood een vlieg
2. Slik de vlieg in
3. Maak een kind aan het huilen
4. Steek een kerststal in brand
5. Beroof een dakloze
6. Zet een lijk in aan tafel in een cafetaria met een kop koffie voor zijn neus
7. Bonuspunt voor het afbluffen van een politieagent
8. Zaag iemands onderarm af
9. Sla een pestkop in elkaar
10. Verniel al zingend een trouwzaal
11. Geef jezelf over aan de politie
12. Span een staalkabel op keelhoogte over een weg
13. Vermoord een familielid

*De bovenstaanden zijn Brindles opdrachten. De organisatoren passen opdrachten aan per deelnemer.